# Maxime Catellier
Maxime Catellier, né le 12 mars 1983 à Rimouski au Québec, est un romancier, essayiste et poète québécois. 

## Biographie
Maxime Catellier est né à Rimouski dans le Bas Saint Laurent,. Après ses études secondaires et collégiales, il s'inscrit à l'Université de Montréal en études classiques et termine son baccalauréat en littérature comparée. Depuis, il se consacre à l'écriture et publie des critiques littéraires dans diverses revues. Il enseigne la littérature au Collège de Valleyfield et vit à Saint-Anicet, en Montérégie.

## Œuvre
Son œuvre, composée de recueils de poèmes, d’essais et de romans, réunit une modernité de langage et un manifeste héritage surréaliste. Son travail est marqué par un parti pris poétique qui s’exprime par l’hybridité des genres : pamphlet en vers, roman surréaliste, essai-fiction, poèmes photographiques. Ses plus récentes publications sont les romans Mont de rien et Golden Square Mile chez L’Oie de Cravan et l’essai Le temps présent chez Boréal.

### Poésie
- Jean dit, L'Oie de Cravan (2023)[9]
- Perdue, L'Oie de Cravan (2013)[10]
- Jeanne au cœur de mai, Le Cosmographe (2012)
- Bois de mer, L'Oie de Cravan (2010)[11]
- Bancs de neige, L'Oie de Cravan (2008)[12]
- Préhistoire du monde, Marchand de feuilles (2006)
- Après le déluge, Poètes de brousse (2005)
- Saint-Rouge, Le Relieur fou (2005)

### Romans
- Golden Square Mile, L'Oie de Cravan (2015)[13]
- Le Corps de La Deneuve, Coups de tête (2010)[14]  (ISBN 978-2923603292)
- Mont de rien, L'Oie de Cravan (2018)[15],[16],[17],[18]

### Essais
- Le Temps présent, Éditions du Boréal (2018)[19]
- Effets de neige, Poètes de Brousse (2011)[20]
- La Mort du Canada, suivi de "Lettre à Jean Benoît", Poètes de Brousse (2009)[21]

### Articles
- La politique hors les murs, article rédigé pour la revue Liberté N°298, oct. 2013[22]
- Légende dorée, lire et relire Roland Giguère pour s’extirper de la noirceur, article rédigé pour la revue Liberté N°300, oct. 2013
- Oh good grief, article rédigé pour la revue Liberté N°301, oct. 2013
- L’épaisseur des choses, article rédigé pour la revue La chanson dans tous les sens, N] 304, été 2014[23]